# Nesquik
Nesquik («Несквік»; утворено від слів Nestlé і англ. quick — «швидкий») — торгова марка розчинного шоколадного напою компанії Nestlé.
Під цією маркою також продаються сухі шоколадні сніданки, шоколадки, розчинне какао тощо.

## Історія
Розроблений в 1948 році в США і випущений під назвою Nestlé Quik. В 1950 році випущений в Європі під назвою Nesquik.
У грудні 2023 року авіакомпанія SAS відмовилася від викристання продукції Nesquik через те, що виробник (Nestle) потрапив до списку спонсорів війни в Україні за небажання підтримувати санкції проти Росії.

## Маскот
Кролик Квікі (відомий під іменами Quicky the Nesquik Bunny в Європі і Nesquik Bunny в США) — маскот торговельної марки Nesquik, антропоморфний кролик, що вміє закручувати вуха одне навколо іншого.
Вперше кролик Квікі з'явився в 1973 році як герой реклами напою «Quik», і на той момент називався Quik Bunny . На той час він носив тільки медальйон вигляді літери «Q». В 1999 році бренд «Quik» був перейменований в «Nesquik», разом з тим було змінено й ім'я кролика; також була замінена буква медальйона на «N» . Починаючи з другої половини 2000-х років образ Квікі був доповнений синіми штанами і жовтою футболкою і бейсболкой. В англомовному оригіналі кролика Квікі озвучує Баррі Гордон, а його суперника ведмедя Міккі в англомовному оригіналі озвучує Пол Ньюман.
Крім мультиплікаційної реклами, Квікі є героєм коміксів «DC Universe». Також він з'являється в мультиплікаційному серіалі «Південний парк» в серії «Уявляндія, епізод III», як один з жителів Уявляндії.

## Продукти

#### Набір брендів „Nesquik“ включає в себе
- NESTLÉ NESQUIK (сніданок зі смаком з какао)
- NESTLÉ NESQUIK DUO (білий та коричневий шоколадний сніданок)
- NESQUIK Plus (Cocoa Mix, створена в 1948 році)
- Банановий порошок NESQUIK (розчинна бананова ароматизована суміш, створена в 1954 р.)
- NESQUIK полуничний порошок (розчинний полуничний порошок мікс)
- NESQUIK ванільний порошок (розчинна суміш з ароматом ванілі, створена в 1979 році, але зупинена виробництвом у 2006 році)
- NESQUIK 3in1
- NESQUIK пластини
- NESQUIK шоколад
- NESQUIK полуниця
- NESQUIK ваніль
- Морозиво NESQUIK
- Сиропи NESQUIK — шоколад (створене в 1981 році), полуниця (додано до серії продуктів у 1989 році). Також виготовлені сиропи зі смаком полуниці та банану, шоколаду та карамелі.
- NESQUIK напої какао також існують у вигляді капсули для системи Dolce Gusto